# Plinoviti div
Plinoviti divovi su podvrsta divovskih (jovijanskih) planeta kojima većina mase otpada na vodik i helij.
Kao i ledeni divovi, a za razliku od terestričkih planeta, nemaju jasno definiranu površinu, ni tekuću ni čvrstu, zbog čega im nije moguće na jednostavan način definirati promjer, površinu, volumen i površinsku temperaturu. Za promjer im se obično uzima ona dubina koja je još vidljiva iz svemira ili se promjer definira po dubini na kojoj postoji atmosferski tlak od jedne atmosfere.
Pojam "plinoviti div" skovao je James Blish, pisac znanstvene fantastike.

## Svojstva
Plin u planetologiji ne označava agregatno stanje, nego kemijski sastav (vodik i helij), jer kriogenička tehnologija u doba razvijanja planetologije nije dopuštala ukapljivanje te dvije tvari, pa su dobile ime permanentni plinovi.
Ovakvi planeti imaju vrlo malu količinu tvari u konkretnom plinovitom stanju - takvo stanje nalazi se samo uz "površinu" gdje vladaju niži tlakovi i temperature.
Suprotno krivo populariziranom vjerovanju, u plinovitim divovima ne postoje oceani tekućine jer je temperatura okoliša već na manjim dubinama debelo iznad kritične točke, što znači da je ukapljivanje nemoguće bez obzira na povišen tlak. Povišenjem tlaka u dubini, okoliš plinovitog diva postupno prelazi u superkritični fluid, specijalno stanje koje ima neke odlike plinovite i neke odlike tekuće tvari. Fazne granice nema, odnosno ne postoji nešto što izgleda kao površina oceana ili kopna.
Najveći dio planeta nalazi se u stanju vrlo vrućeg superkritičnog fluida koji na dovoljno velikim dubinama postaje toliko stlačen da dolazi do delokalizacije elektrona, odnosno električne vodljivosti. U plinovitim divovima takvo svojstvo pokazuje vodik, zbog čega se naziva metalni vodik.

Dubine plinovitih divova sadrže i ledove odnosno "volatile": vodu, amonijak, metan, itd., otopljene u metalnom superkritičnom fluidu vodika i helija.
Jezgre su stjenovite, što znači da sadrže tvari koje bi u normalnim uvjetima tvorile silikate i metale (željezo, nikal, uranij, itd.). Ti materijali su ostaci protoplaneta iz vremena evolucije planetarnog sustava dok je oko Sunca još postojao akrecijski disk.
U novije vrijeme rezultati sonde Juno potvrdili su opravdane sumnje da ni jezgra Jupitera nema faznu granicu, već je difuzna i očituje se se razlikom u kemijskom sastavu i povećanoj gustoći. Agregatno stanje jezgre se zbog ogromnog tlaka može opisati kao čvrsto unatoč izuzetno visokim temperaturama, međutim ne radi se o klasičnoj krutini.

## Plinoviti divovi Sunčevog sustava
U Sunčevom sustavu nalaze se dva plinovita diva: Jupiter i Saturn.

## Ekstrasolarni plinoviti divovi
Gotovo svi ekstrasolarni planeti su jovijanski i to plinoviti divovi jer je takve lakše pronaći zbog njihove ogromne mase kojom izazivaju anomalije u gibanjima matičnih zvijezda. Detektiraju se mjerenjem pomicanja zvijezde te spektroskopski prilikom tranzita.
Većina od ovih planeta toliko je blizu matičnim zvijezdama da su im površinske temperature puno veće od onih koje nalazimo i na Merkuru i Veneri, te iznose tisuće kelvina. Zbog toga se smatra da bi se ti planeti mogli staviti u posebnu klasu "vrućih Jupitera".
Uzme li se u obzir kemijski sastav svemira u kojem je maseni udjel vodika i helija 97.8 %, te postojanje plinovitih divova na tako malim udaljenostima gdje zvjezdani vjetar snažno otpuhuje vodik i helij, malo je vjerojatno da će se pronaći stjenovit planet mase Jupitera.

## Poveznice
- Ekstrasolarni planeti
- Smeđi patuljci
- Terestrički planeti
- Sunčev sustav
- Planetni sustav